# Coupe du monde de tir de l'ISSF 2013
Navigation
Édition précédente Édition suivante
La Coupe du monde de tir de l'ISSF 2013 est la vingt-huitième édition annuelle de la Coupe du monde organisée par l'ISSF (Fédération Internationale de Tir Sportif). Elle regroupe toutes les épreuves figurant au programme olympique.
Trois compétitions de qualification ont lieu entre mars et juillet pour chacune des armes (carabine, pistolet et fusil de chasse) et les meilleurs tireurs sont qualifiés pour les finales en octobre et novembre.

## Calendrier
| Dates                      | Lieu         | Pays                | Carabine | Pistolet | Fusil de chasse |
| -------------------------- | ------------ | ------------------- | -------- | -------- | --------------- |
| 15 au 24 mars              | Acapulco     | Mexique             |          |          | ✔               |
| 2 au 10 avril              | Changwon     | Corée du Sud        | ✔        | ✔        |                 |
| 15 au 24 avril             | Al Ain       | Émirats arabes unis |          |          | ✔               |
| 4 au 13 mai                | Fort Benning | États-Unis          | ✔        | ✔        |                 |
| 23 au 30 mai               | Munich       | Allemagne           | ✔        | ✔        |                 |
| 8 au 17 juin               | Nicosie      | Chypre              |          |          | ✔               |
| 3 au 12 juillet            | Grenade      | Espagne             | ✔        | ✔        | ✔               |
| 21 au 29 octobre (Finales) | Abu Dhabi    | Émirats arabes unis |          |          | ✔               |
| 6 au 12 novembre (Finales) | Munich       | Allemagne           | ✔        | ✔        |                 |

## Résultats

### Carabine masculin
| 10 m air comprimé            | 10 m air comprimé            | 50 m 3 positions              | 50 m 3 positions              | 50 m tir couché               | 50 m tir couché               |
| Changwon (4 avril)           | Changwon (4 avril)           | Changwon (9 avril)            | Changwon (9 avril)            | Changwon (6 avril)            | Changwon (6 avril)            |
| ---------------------------- | ---------------------------- | ----------------------------- | ----------------------------- | ----------------------------- | ----------------------------- |
| Médaille d'or                | Wang Tao                     | Médaille d'or                 | Henri Junghaenel              | Médaille d'or                 | Henri Junghaenel              |
| Médaille d'argent            | Sergey Richter               | Médaille d'argent             | Fedor Vlasov                  | Médaille d'argent             | Michael McPhail               |
| Médaille de bronze           | Peter Sidi                   | Médaille de bronze            | Nemanja Mirosavljev           | Médaille de bronze            | Lionel Cox                    |
| Fort Benning (6 mai)         | Fort Benning (6 mai)         | Fort Benning (9 mai)          | Fort Benning (9 mai)          | Fort Benning (11-12 mai)      | Fort Benning (11-12 mai)      |
| Médaille d'or                | Yang Haoran                  | Médaille d'or                 | Daniel Brodmeier              | Médaille d'or                 | Valérian Sauveplane           |
| Médaille d'argent            | Dempster Christenson         | Médaille d'argent             | Kang Hongwei                  | Médaille d'argent             | Daniel Brodmeier              |
| Médaille de bronze           | Sergey Richter               | Médaille de bronze            | Fedor Vlasov                  | Médaille de bronze            | Fedor Vlasov                  |
| Munich (25 mai)              | Munich (25 mai)              | Munich (28-29 mai)            | Munich (28-29 mai)            | Munich (26-27 mai)            | Munich (26-27 mai)            |
| Médaille d'or                | Yang Haoran                  | Médaille d'or                 | Nemanja Mirosavljev           | Médaille d'or                 | Michael d'Halluin             |
| Médaille d'argent            | Peter Sidi                   | Médaille d'argent             | Ole Kritian Bryhn             | Médaille d'argent             | Thomas Mathis                 |
| Médaille de bronze           | Illia Charheika              | Médaille de bronze            | Marcel Buerge                 | Médaille de bronze            | Rajmond Debevec               |
| Grenade (6 juillet)          | Grenade (6 juillet)          | Grenade (9-10 juillet)        | Grenade (9-10 juillet)        | Grenade (7-8 juillet)         | Grenade (7-8 juillet)         |
| Médaille d'or                | Peter Sidi                   | Médaille d'or                 | Li Jie                        | Médaille d'or                 | Alexander Schmirl             |
| Médaille d'argent            | Wang Tao                     | Médaille d'argent             | Serhiy Kulish                 | Médaille d'argent             | Carsten Brandt                |
| Médaille de bronze           | Julian Justus                | Médaille de bronze            | Alexander Schmirl             | Médaille de bronze            | Henri Junghaenel              |
| Finale : Munich (9 novembre) | Finale : Munich (9 novembre) | Finale : Munich (10 novembre) | Finale : Munich (10 novembre) | Finale : Munich (11 novembre) | Finale : Munich (11 novembre) |
| Médaille d'or                | Yang Haoran                  | Médaille d'or                 | Niccolo Campriani             | Médaille d'or                 | Henri Junghaenel              |
| Médaille d'argent            | Wang Tao                     | Médaille d'argent             | Ole Kritian Bryhn             | Médaille d'argent             | Rajmond Debevec               |
| Médaille de bronze           | Niccolo Campriani            | Médaille de bronze            | Serhiy Kulish                 | Médaille de bronze            | Daniel Brodmeier              |

### Carabine féminin
| 10 m air comprimé            | 10 m air comprimé            | 50 m 3 positions              | 50 m 3 positions              |
| Changwon (5 avril)           | Changwon (5 avril)           | Changwon (7 avril)            | Changwon (7 avril)            |
| ---------------------------- | ---------------------------- | ----------------------------- | ----------------------------- |
| Médaille d'or                | Wu Liuxi                     | Médaille d'or                 | Andrea Arsovic                |
| Médaille d'argent            | Silvia Rachl                 | Médaille d'argent             | Li Peijing                    |
| Médaille de bronze           | Ivana Maksimovic             | Médaille de bronze            | Ivana Maksimovic              |
| Fort Benning (8 mai)         | Fort Benning (8 mai)         | Fort Benning (10 mai)         | Fort Benning (10 mai)         |
| Médaille d'or                | Wu Liuxi                     | Médaille d'or                 | Andrea Arsovic                |
| Médaille d'argent            | Chang Jing                   | Médaille d'argent             | Wu Liuxi                      |
| Médaille de bronze           | Petra Zublasing              | Médaille de bronze            | Amelie Kleinmanns             |
| Munich (25 mai)              | Munich (25 mai)              | Munich (27-28 mai)            | Munich (27-28 mai)            |
| Médaille d'or                | Lisa Ungerank                | Médaille d'or                 | Adela Sykorova                |
| Médaille d'argent            | Chang Jing                   | Médaille d'argent             | Ma Hong                       |
| Médaille de bronze           | Emilie Evesque               | Médaille de bronze            | Laurence Brize                |
| Grenade (7 juillet)          | Grenade (7 juillet)          | Grenade (8-9 juillet)         | Grenade (8-9 juillet)         |
| Médaille d'or                | Yi Siling                    | Médaille d'or                 | Petra Zublasing               |
| Médaille d'argent            | Lisa Ungerank                | Médaille d'argent             | Lajja Gauswami                |
| Médaille de bronze           | Wu Liuxi                     | Médaille de bronze            | Malin Westerheim              |
| Finale : Munich (9 novembre) | Finale : Munich (9 novembre) | Finale : Munich (10 novembre) | Finale : Munich (10 novembre) |
| Médaille d'or                | Yi Siling                    | Médaille d'or                 | Petra Zublasing               |
| Médaille d'argent            | Ivana Maksimovic             | Médaille d'argent             | Andrea Arsovic                |
| Médaille de bronze           | Wu Liuxi                     | Médaille de bronze            | Wu Liuxi                      |

### Pistolet masculin
| 10 m air comprimé             | 10 m air comprimé             | 25 m tir rapide              | 25 m tir rapide              | 50 m                          | 50 m                          |
| Changwon (6 avril)            | Changwon (6 avril)            | Changwon (7-8 avril)         | Changwon (7-8 avril)         | Changwon (4 avril)            | Changwon (4 avril)            |
| ----------------------------- | ----------------------------- | ---------------------------- | ---------------------------- | ----------------------------- | ----------------------------- |
| Médaille d'or                 | Xuan Vinh Hoang               | Médaille d'or                | Christian Reitz              | Médaille d'or                 | Wang Zhiwei                   |
| Médaille d'argent             | Wang Zhiwei                   | Médaille d'argent            | Li Yuehong                   | Médaille d'argent             | Mai Jiajie                    |
| Médaille de bronze            | Prakash Nanjappa              | Médaille de bronze           | Leonid Iekimov               | Médaille de bronze            | Tomoyuki Matsuda              |
| Fort Benning (7 mai)          | Fort Benning (7 mai)          | Fort Benning (9-10 mai)      | Fort Benning (9-10 mai)      | Fort Benning (12 mai)         | Fort Benning (12 mai)         |
| Médaille d'or                 | Will Brown                    | Médaille d'or                | Christian Reitz              | Médaille d'or                 | Andrija Zlatic                |
| Médaille d'argent             | Oleh Omelchuk                 | Médaille d'argent            | Roman Bondaruk               | Médaille d'argent             | Oleh Omelchuk                 |
| Médaille de bronze            | Denis Koulakov                | Médaille de bronze           | Li Yuehong                   | Médaille de bronze            | Vladimir Isakov               |
| Munich (28 mai)               | Munich (28 mai)               | Munich (26-27 mai)           | Munich (26-27 mai)           | Munich (25-26 mai)            | Munich (25-26 mai)            |
| Médaille d'or                 | Jin Jong-oh                   | Médaille d'or                | Teruyoshi Akiyama            | Médaille d'or                 | Andrija Zlatic                |
| Médaille d'argent             | Andrija Zlatic                | Médaille d'argent            | Zhang Fusheng                | Médaille d'argent             | Mai Jiajie                    |
| Médaille de bronze            | João Costa (en)               | Médaille de bronze           | Roman Bondaruk               | Médaille de bronze            | Pablo Carrera                 |
| Grenade (10 juillet)          | Grenade (10 juillet)          | Grenade (8-9 juillet)        | Grenade (8-9 juillet)        | Grenade (6-7 juillet)         | Grenade (6-7 juillet)         |
| Médaille d'or                 | Jin Jong-oh                   | Médaille d'or                | Li Yuehong                   | Médaille d'or                 | Jin Jong-oh                   |
| Médaille d'argent             | Andrea Amore                  | Médaille d'argent            | Christian Reitz              | Médaille d'argent             | João Costa (en)               |
| Médaille de bronze            | Tomoyuki Matsuda              | Médaille de bronze           | Emil Milev                   | Médaille de bronze            | Pang Wei                      |
| Finale : Munich (10 novembre) | Finale : Munich (10 novembre) | Finale : Munich (8 novembre) | Finale : Munich (8 novembre) | Finale : Munich (11 novembre) | Finale : Munich (11 novembre) |
| Médaille d'or                 | Andrea Amore                  | Médaille d'or                | Emil Milev                   | Médaille d'or                 | Wang Zhiwei                   |
| Médaille d'argent             | Wang Zhiwei                   | Médaille d'argent            | Martin Strnad                | Médaille d'argent             | Tomoyuki Matsuda              |
| Médaille de bronze            | Oleh Omelchuk                 | Médaille de bronze           | Christian Reitz              | Médaille de bronze            | Jin Jong-oh                   |

### Pistolet féminin
| 10 m air comprimé             | 10 m air comprimé             | 25 m                         | 25 m                         |
| Changwon (7 avril)            | Changwon (7 avril)            | Changwon (4-5 avril)         | Changwon (4-5 avril)         |
| ----------------------------- | ----------------------------- | ---------------------------- | ---------------------------- |
| Médaille d'or                 | Ren Jie                       | Médaille d'or                | Rahi Sarnobat                |
| Médaille d'argent             | Zorana Arunovic               | Médaille d'argent            | Kim Kyeongae                 |
| Médaille de bronze            | Kim Jang-mi                   | Médaille de bronze           | Kim Jang-mi                  |
| Fort Benning (6 mai)          | Fort Benning (6 mai)          | Fort Benning (11 mai)        | Fort Benning (11 mai)        |
| Médaille d'or                 | Kim Jang-mi                   | Médaille d'or                | Kim Kyeongae                 |
| Médaille d'argent             | Sun Qi                        | Médaille d'argent            | Zorana Arunovic              |
| Médaille de bronze            | Zorana Arunovic               | Médaille de bronze           | Jasna Sekaric                |
| Munich (29 mai)               | Munich (29 mai)               | Munich (25-26 mai)           | Munich (25-26 mai)           |
| Médaille d'or                 | Viktoria Chaika               | Médaille d'or                | Yuan Jing                    |
| Médaille d'argent             | Cheah Lee Yean Joseline       | Médaille d'argent            | Zhang Jingjing               |
| Médaille de bronze            | Munkhbayar Dorjsuren          | Médaille de bronze           | Heidi Diethelm Gerber        |
| Grenade (8 juillet)           | Grenade (8 juillet)           | Grenade (6-7 juillet)        | Grenade (6-7 juillet)        |
| Médaille d'or                 | Alejandra Zavala              | Médaille d'or                | Zhang Jingjing               |
| Médaille d'argent             | Zorana Arunovic               | Médaille d'argent            | Nino Salukvadze              |
| Médaille de bronze            | Kim Jang-mi                   | Médaille de bronze           | Zorana Arunovic              |
| Finale : Munich (10 novembre) | Finale : Munich (10 novembre) | Finale : Munich (8 novembre) | Finale : Munich (8 novembre) |
| Médaille d'or                 | Heena Sidhu                   | Médaille d'or                | Zhang Jingjing               |
| Médaille d'argent             | Zorana Arunovic               | Médaille d'argent            | Zorana Arunovic              |
| Médaille de bronze            | Viktoria Chaika               | Médaille de bronze           | Yuan Jing                    |

### Fusil de chasse masculin
| Trap                               | Trap                               | Double Trap                     | Double Trap                     | Skeet                              | Skeet                              |
| Acapulco (17-18 mars)              | Acapulco (17-18 mars)              | Acapulco (20 mars)              | Acapulco (20 mars)              | Acapulco (22-23 mars)              | Acapulco (22-23 mars)              |
| ---------------------------------- | ---------------------------------- | ------------------------------- | ------------------------------- | ---------------------------------- | ---------------------------------- |
| Médaille d'or                      | Valerio Grazini                    | Médaille d'or                   | Daniele Di Spigno               | Médaille d'or                      | Vincent Hancock                    |
| Médaille d'argent                  | Brian Burrows                      | Médaille d'argent               | Sergio Pinero                   | Médaille d'argent                  | Michael Gilligan                   |
| Médaille de bronze                 | Massimo Fabbrizi                   | Médaille de bronze              | Ian Rupert                      | Médaille de bronze                 | Saif Bin Futtais                   |
| Al Ain (17-18 avril)               | Al Ain (17-18 avril)               | Al Ain (20 avril)               | Al Ain (20 avril)               | Al Ain (22-23 avril)               | Al Ain (22-23 avril)               |
| Médaille d'or                      | Aaron Heading                      | Médaille d'or                   | Peter Wilson                    | Médaille d'or                      | Tore Brovold                       |
| Médaille d'argent                  | Giovanni Pellielo                  | Médaille d'argent               | Wang Hao                        | Médaille d'argent                  | Tom Beier Jensen                   |
| Médaille de bronze                 | Andreas Scherhaufer                | Médaille de bronze              | Davide Gasparini                | Médaille de bronze                 | Ralf Buchheim                      |
| Nicosie (10-11 juin)               | Nicosie (10-11 juin)               | Nicosie (13 juin)               | Nicosie (13 juin)               | Nicosie(15-16 juin)                | Nicosie(15-16 juin)                |
| Médaille d'or                      | Erik Varga                         | Médaille d'or                   | Vasily Mosin                    | Médaille d'or                      | Abdullah Alrashidi                 |
| Médaille d'argent                  | Josip Glasnovic                    | Médaille d'argent               | Emanuele Bernasconi             | Médaille d'argent                  | Henrik Jansson                     |
| Médaille de bronze                 | Alexey Alipov                      | Médaille de bronze              | Pan Qiang                       | Médaille de bronze                 | Juan Jose Aramburu                 |
| Grenade (5-6 juillet)              | Grenade (5-6 juillet)              | Grenade (8 juillet)             | Grenade (8 juillet)             | Grenade (10-11 juillet)            | Grenade (10-11 juillet)            |
| Médaille d'or                      | Stéphane Clamens                   | Médaille d'or                   | Davide Gasparini                | Médaille d'or                      | Jan Sychra                         |
| Médaille d'argent                  | Alberto Fernández                  | Médaille d'argent               | Wang Hao                        | Médaille d'argent                  | Tom Beier Jensen                   |
| Médaille de bronze                 | Alexey Alipov                      | Médaille de bronze              | Vitaly Fokeev                   | Médaille de bronze                 | Abdullah Alrashidi                 |
| Finale : Abu Dhabi (23-24 octobre) | Finale : Abu Dhabi (23-24 octobre) | Finale : Abu Dhabi (25 octobre) | Finale : Abu Dhabi (25 octobre) | Finale : Abu Dhabi (27-28 octobre) | Finale : Abu Dhabi (27-28 octobre) |
| Médaille d'or                      | Erik Varga                         | Médaille d'or                   | Vasily Mosin                    | Médaille d'or                      | Juan Jose Aramburu                 |
| Médaille d'argent                  | Valerio Grazini                    | Médaille d'argent               | Walton Eller                    | Médaille d'argent                  | Tore Brovold                       |
| Médaille de bronze                 | Massimo Fabbrizi                   | Médaille de bronze              | Davide Gasparini                | Médaille de bronze                 | Abdullah Alrashidi                 |

### Fusil de chasse féminin
| Trap                            | Trap                            | Skeet                           | Skeet                           |
| Acapulco (17 mars)              | Acapulco (17 mars)              | Acapulco (22 mars)              | Acapulco (22 mars)              |
| ------------------------------- | ------------------------------- | ------------------------------- | ------------------------------- |
| Médaille d'or                   | Liudmila Pshenichnikova         | Médaille d'or                   | Amber Hill                      |
| Médaille d'argent               | Jessica Rossi                   | Médaille d'argent               | Diana Bacosi                    |
| Médaille de bronze              | Silvana Stanco                  | Médaille de bronze              | Chiara Cainero                  |
| Al Ain (17 avril)               | Al Ain (17 avril)               | Al Ain (22 avril)               | Al Ain (22 avril)               |
| Médaille d'or                   | Laetisha Scanlan                | Médaille d'or                   | Chiara Cainero                  |
| Médaille d'argent               | Catherine Skinner               | Médaille d'argent               | Olga Panarina                   |
| Médaille de bronze              | Jessica Rossi                   | Médaille de bronze              | Albina Shakirova                |
| Nicosie (10 juin)               | Nicosie (10 juin)               | Nicosie (15 juin)               | Nicosie (15 juin)               |
| Médaille d'or                   | Silvana Stanco                  | Médaille d'or                   | Zhang Donglian                  |
| Médaille d'argent               | Catherine Skinner               | Médaille d'argent               | Andri Eleftheriou               |
| Médaille de bronze              | Sonja Scheibl                   | Médaille de bronze              | Diana Bacosi                    |
| Grenade (5 juillet)             | Grenade (5 juillet)             | Grenade (10 juillet)            | Grenade (10 juillet)            |
| Médaille d'or                   | Zuzana Stefecekova              | Médaille d'or                   | Chiara Cainero                  |
| Médaille d'argent               | Wang Yi Wen                     | Médaille d'argent               | Katiuscia Spada                 |
| Médaille de bronze              | Corey Cogdell                   | Médaille de bronze              | Sutiya Jiewchaloemmit           |
| Finale : Abu Dhabi (23 octobre) | Finale : Abu Dhabi (23 octobre) | Finale : Abu Dhabi (27 octobre) | Finale : Abu Dhabi (27 octobre) |
| Médaille d'or                   | Charlotte Kerwood               | Médaille d'or                   | Christine Wenzel                |
| Médaille d'argent               | Jana Beckmann                   | Médaille d'argent               | Olga Panarina                   |
| Médaille de bronze              | Zuzana Stefecekova              | Médaille de bronze              | Diana Bacosi                    |